# What It Takes (canción)
«What It Takes» es una power ballad interpretada por la banda de hard rock estadounidense Aerosmith. Fue escrita por Steven Tyler, Joe Perry y Desmond Child y producida por Bruce Fairbairn. Fue publicada en 1989 como el tercer sencillo del álbum Pump (1989).
Ocupó la primera posición en el conteo de Mainstream Rock y la novena del Billboard Hot 100.

## Posicionamiento
| Lista             | Posición |
| ----------------- | -------- |
| Billboard Hot 100 | 9        |
| Mainstream Rock   | 1        |
| Australian charts | 46       |
| RIANZ             | 19       |